# Погребицкий
Погребицкий — хутор в Вейделевском районе Белгородской области России, в составе Должанского сельского поселения.

## География
Хутор расположен в юго-восточной части Белгородской области, в 20,2 км по прямой к северо-востоку от районного центра, посёлка Вейделевки

## История
Основан в 1886 году.

## Население
| 2002 | 2010 |
| ---- | ---- |
| 52   | ↘41  |